# John Inge
John Geoffrey Inge (* 26. února 1955 Folkestone) je biskup anglikánské církve. V letech 2003–2007 byl biskupem v Huntingdonu, sufragánním biskupem v diecézi Ely. Od roku 2007 se stal biskupem worcesterské diecéze.

## Rané období života a vzdělání
Narodil se 26. února 1955 Geoffreymu Alfredovi a Elsie Ingeové (rozené Hillové). Vzdělával se na Kent College v Canterbury, v té době to byla státní škola s přímou dotací, nyní je nezávislou školou v Kentu. Dále studoval na St Chad's College na Durhamské univerzitě, kde v roce 1977 získal titul bakaláře věd (BSc). Téhož roku Inge vystupoval s Arthurem Bostromem na festivalu v Edinburghu v rámci skupiny Durham University Sensible Thespians (DUST), která se v roce 1988 přejmenovala na Durham Revue. V roce 1979 absolvoval pedagogickou přípravu na Keble College v Oxfordu a získal postgraduální certifikát v oboru vzdělávání (PGCE).
Po studiu chemie na univerzitě a absolvování učitelské přípravy zahájil Inge nejdříve kariéru jako středoškolský učitel. Vyučoval chemii na Lancing College v Západním Sussexu a působil také jako vychovatel v Teme House, na jednom ze školních internátů.
Na kněžské svěcení se připravoval na College of the Resurrection v Mirfieldu. Během své služby se vrátil na postgraduální studium na Durhamské univerzitě. V roce 1994 získal titul Master of Arts (MA) v oboru systematické teologie a v roce 2002 titul Doctor of Philosophy (PhD).

## Posvátná služba
Byl vysvěcen na jáhna v anglikánské církvi v Petertide 30. června 1984 Ericem Kempem, biskupem z Chichesteru, v chichesterské katedrále a na kněze v kapli Lancing College 7. července následujícího roku. V letech 1984–1986 byl asistentem kaplana na Lancing College. V letech 1987–1989 byl mladším kaplanem na Harrow School a v letech 1989–1990 starším kaplanem. V letech 1990–1996 byl vikářem v kostele svatého Lukáše ve Wallsendu v diecézi Newcastle, kde také předsedal Radě pro misii a sociální odpovědnost. V roce 1996 se stal sídelním kanovníkem katedrály v Ely se zvláštní odpovědností za vzdělávání a misii. V letech 1999–2003 působil jako proděkan.

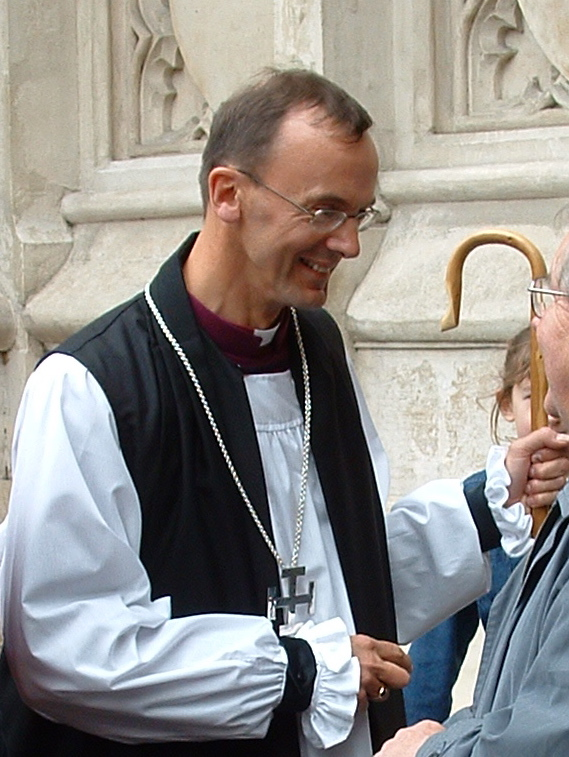
John Inge po biskupském svěcení v říjnu 2003

### Biskupská služba
Inge byl 9. října 2003 ve Westminsterském opatství vysvěcen na biskupa Rowanem Williamsem, arcibiskupem z Canterbury, jako biskup z Huntingdonu (sufragánní biskup v diecézi Ely). Jako správce čtenářů v diecézi Ely podporoval a vybavoval laickou službu; předsedal ekumenické radě hrabství Cambridgeshire a spolupředsedal Radě pro náboženství východní Anglie. V červenci 2007 byl navržen na worcesterského biskupa a jeho volba byla potvrzena 20. listopadu 2007. 1. března 2008 byl intronizován ve worcesterské katedrále jako biskup worcesterský.

### Další činnost
V letech 2010 až 2018 působil jako předseda správní rady College of Evangelists. V letech 2011 až 2016 byl členem Komise pro víru a řád (FAOC) a v letech 2004 až 2010 členem rady Ridley Hall v Cambridge. Několik let byl správcem mezinárodní neziskové organizace Common Purpose UK, která pořádá kurzy vedení ve Velké Británii i v zahraničí pro veřejný, soukromý i dobrovolnický sektor a v níž je nyní protektorem trustu. Předsedá radě Archbishop of Canterbury's Examination (Lambeth Degree) v oboru teologie, která uděluje Lambeth Degree - magisterský, magisterský nebo doktorský titul v oboru teologie. Je také poradcem nezávislého think tanku ResPublica zabývajícího se veřejnou politikou. V letech 2007–2020 působil jako vizitátor Community of the Holy Name a v letech 2009–2020 jako vizitátor opatství Mucknell. V letech 2014 až 2019 byl vedoucím biskupem pro katedrály a církevní budovy.
Inge vedl četné poutní skupiny do Afriky, Indie, Jižní Ameriky, Ruska a Svaté země. V době, kdy byl místoděkanem katedrály v Ely, navázal spojení mezi Ely a anglikánskou katedrálou Christ Church v Zanzibaru a je aktivní v diecézních vazbách Worcesteru s diecézí Morogoro v anglikánské církvi v Tanzanii a anglikánskou diecézí v Peru. Dlouhodobě podporuje Světové rozvojové hnutí, které vede kampaně za spravedlnost a rozvoj v zemích globálního Jihu, a Amnesty International.
Inge byl do Sněmovny lordů uveden 25. června 2012 a o tři dny později, 28. června, přednesl svůj první projev. V Horní sněmovně se připojil ke svému bratranci z prvního kolena, Peterovi, polnímu maršálovi lordu Ingeovi, bývalému náčelníkovi generálního štábu obrany. Dne 15. února 2013 bylo oznámeno, že byl jmenován do funkce lorda nejvyššího almužníka, což je funkce v královské domácnosti.

## Osobní život
Byl ženatý s Denise, která zemřela v roce 2014. Měli spolu dvě děti. V lednu 2018 se znovu oženil s Helen Jane Colstonovou.

## Oslovení
- The Reverend John Inge (1983–1996)
- The Reverend Canon John Inge (1996–2002)
- The Reverend Canon Doctor John Inge (2002–2003)
- The Right Reverend Doctor John Inge (2003–současnost)